# 再教育 (cali≠gariのアルバム)
『再教育』（さいきょういく）は2001年1月1日に発売された日本のバンド、cali≠gariの再録ベストアルバム。

## 解説
- 過去に演奏・音源化されてきた桜井青作詞作曲の楽曲を、現メンバーである第7期cali≠gariで再録したベスト・アルバム。インディーズ時代の限定発売の為、現在では入手が困難であるが、多くの曲は後に発売されるベスト・アルバムに収録されることとなった。
- のちに再教育 改訂版として、FC×一部店舗限定でリマスタリング(再録ではない)したものを販売。収録曲自体は同じだが、アレンジが若干異なる。また、こちらにはDVDが付いており、当時のライブ映像を収録している。

## 再教育(右)
1. 僕≠僕
原曲は『第1実験室』収録曲の『cali+gari』。
2. 37564。
原曲は『第5実験室』に収録。
後に『cali≠gariの世界』に収録、2013年にセルフカヴァーアルバム「1」にて再録された。
3. 僕は子宮
原曲は『第4実験室』『第4実験室 改訂版』に収録。
4. 禁色
原曲は『第4実験室 改訂版』『第4実験室 補足版』に収録。
後に『cali≠gariの世界』に収録。
5. ちぎられたロマンス
原曲は『第1実験室』収録曲の『BEAST OF ROMANCE』。
6. せんちめんたる
原曲は『第5実験室 予告版』『第5実験室』に収録。
後に『cali≠gariの世界』に収録。
7. 人形の家
原曲は『洗脳』に収録。
8. リンチ
原曲は『第3実験室』『第3実験室 改訂版』に収録。
9. サイレン
原曲は『第4実験室』『第4実験室 改訂版』に収録。
後に『グッド、バイ。』で再録。2013年にセルフカヴァーアルバム「1」にて再録された。「1」収録のバージョンは原曲よりもテンポが若干遅くなり曲全体に重みが増しているが、曰く、「ホントは最初からこのスピードでやりたかった」とのこと。
10. 夜明け前〜いなくなってしまった懐かしい人達へ〜
原曲は『洗脳』に収録。

## 再教育(左)
1. ゼリー
原曲は『第5実験室』に収録。
後に『グッド、バイ。』で再録。
2. 発狂チャンネル
原曲は『第4実験室』『第4実験室 改訂版』に収録。
後に『cali≠gariの世界』に収録。
3. 誘蛾燈
原曲は『第3実験室』『第3実験室 改訂版』に収録。
4. 冷たい雨
原曲は『第3実験室』『第3実験室 改訂版』に収録。
後に『グッド、バイ。』で再録。
5. 君が咲く山
原曲は『君が咲く山』に収録。
後に『グッド、バイ。』で再録。
6. やせゆく社会
原曲は『視聴覚集「走馬燈」』収録曲の『SOCIAL FANATIC』。
7. 「依存」という名の病気を治療する病院
原曲は『第5実験室』に収録。
8. 冬の日
原曲は『第5実験室』に収録。
9. グッド・バイ
原曲は『第4実験室』『第4実験室 改訂版』に収録。
後に『グッド、バイ。』で再録。

## 再教育 改訂版
『再教育 改訂版』（さいきょういく かいていばん）は、2011年2月11日にファンクラブならびに一部店舗限定で発売された、cali≠gariのセルフカバー・ベストアルバム。

### 収録曲
二枚組。収録曲は全て『再教育』と同じ。全曲リマスタリング

### 再教育-左の日-
付属DVD。2001年2月13日に新宿LIQUIDROOMで行われた、同名のライブ映像が収録されている。
1. -187-
2. 37564。
3. ミルクセヰキ
4. せんちめんたる
5. ポラロイド遊戯
6. 真空回廊
7. ちぎられたロマンス
8. 僕は子宮
9. やせゆく社会
10. リンチ
11. ひらきなおリズム
12. 発狂チャンネル
13. 僕≠僕
14. ゼリー
15. グッド・バイ
16. 冬の日
17. 君が咲く山
18. ブルーフィルム
19. エロトピア
20. 嘔吐
21. サイレン

### 再教育-右の日-
付属DVD。2001年2月12日に新宿LIQUIDROOMで行われた、同名のライブにおけるダイジェスト映像が収録されている。

## メンバー
- 石井秀仁（ボーカル、ギター）
- 桜井青（ギター、ボーカル）
- 村井研次郎（ベース、コーラス）
- 武井誠（ドラム、コーラス）